# Сейсмічність Непалу
Непал — країна у Південній Азії з вкрай високою сейсмічною активністю. Сейсмічність Непалу пов'язана, перш за все з Гімалаями, найвищий, наймолодшим і дуже активним гірським хребтом.

## Загальна характеристика
Згідно загальноприйнятої теорії тектоніки плит, Гімалаї є результатом зіткнення Індійської та Євразійської плит. Це зіткнення почалося в пізньому крейдовому періоді (близько 70 мільйонів років тому). Індостанська плита, яка рухалась у північному напрямі зі швидкістю 15 см на рік, зіткнулася з Євразійською. Вминаючись в Євразійську плиту, Індостанська плита деформує літосферу Азії більше ніж на 3000 км на північ від Гімалаїв. Тибет помережаний великими розломами, які поглинають цю деформацію. На східній стороні Індостанської плити Аракан та Андаманські і Нікобарські острови в Індійському океані також були створені при русі між Індійською та Євразійською плитами. Ця інтенсивна тектонічна активність робить регіон дуже активним у плані землетрусів. Більш того, землетруси силою 8,0 і більше балів (за шкалою Ріхтера) задокументовано на півдні Гімалаїв, в тому числі у Непалі. Велику різноманітність глибин розташування мають і епіцентри землетрусів.

## Сейсмічна історія
Сейсмічна історія Непалу, в основному, пов'язана з досить сильними землетрусами у 8 M ww і вище, які відбувалися досить часто і регулярно.

## Землетруси XXI століття

### 2015
25 квітня, об 11:56 (за місцевим часом), в Непалі відбувся дуже сильний (за шкалою інтенсивності МSK-64) землетрус магнітудою від 7,8 до 8,1 Mw. Епіцентр землетрусу знаходився за 29 км від Ламджунгу, його гіпоцентр залягав на глибині 15 км. Це був найпотужніший землетрус у Непалі з часу землетрусу 1934 року. Поштовхи відчувалися у столиці Непалу Катманду і спостерігалися на Евересті, спровокувавши сходження сніжних лавин. У місті Катманду була зруйнована 60-метрова башта Дхарахара, що входила до списку всесвітнього спадку ЮНЕСКО. Всього від землетрусу постраждали 8 млн людей. 
12 травня відбулися нові підземні поштовхи, під час яких загинуло 36 осіб, постраждало понад 1000. Зокрема, того дня, в Непалі стався сильний (за шкалою інтенсивності МSK-64) землетрус магнітудою 7,1 балів (за шкалою Ріхтера). За даними Геологічної служби США (USGS), епіцентр землетрусу знаходився за 68 км на захід від селища Намче-Базар на сході Непалу, гіпоцентр землетрусу залягав на глибині близько 10 км. В результаті землетрусу, в Непалі загинуло щонайменше шість людей, ще двоє - загинули у сусідній Індії. Підземні поштовхи також відчувалися й в Афганістані.

### 2022
9 листопада, вранці, у Непалі стався сильно помірний (за шкалою інтенсивності МSK-64) землетрус магнітудою 6,6 балів (за шкалою Ріхтера). В результаті землетрусу загинуло щонайменше шестеро людей й декілька будинків у західному районі Доті було зруйновано. Епіцентр землетрусу знаходився за 158 км на північний схід від міста Пілібхіт. За даними ЗМІ, поштовхи відчувалися також у столиці Індії місті Нью-Делі, розташованому за 350 км від району Доті.
12 листопада, близько 16:00 (за київським часом), в Непалі стався помірний (за шкалою інтенсивності МSK-64) землетрус магнітудою 5,3 балів (за шкалою Ріхтера). Згідно з посиланням на дані Європейського середземноморського сейсмологічного центру (EMSC), від декількох попередніх землетрусів у Непалі, які відбулись протягом тижня загинуло 6 осіб. Цього разу епіцентром підземних поштовхів став муніципалітет Діпаял, гіпоцентр землетрусу залягав на глибині 10 км. Землетрус також відчувався в північній частині Індії.

### 2023
3 жовтня, о 12:21:02 (за київський часом), згідно з повідомленням агентства Reuters, на заході Непалу сталося два землетруси. Щонайменше 17 людей отримали поранення, зафіксовані пошкодження житлових будинків. Уточнюється, що землетруси магнітудою 6,3 і 5,3 балів (за шкалою Ріхтера) сталися у районі Баджханг, що межує з Бгаратом. Внаслідок землетрусу також утворився зсув ґрунту, що заблокував велике шосе у регіоні. Поштовхи з епіцентрами в районах Талкоті і Чайнпурі сталися з інтервалом близько 30 хвилин.
22 жовтня, о 07:39 (за місцевим часом), у Непалі стався сильно помірний (за шкалою інтенсивності МSK-64) землетрус магнітудою 6,1 балів (за шкалою Ріхтера). Згідно з повідомленням Національного сейсмологічного центру Непалу, епіцентр землетрусу знаходився в окрузі Дадінг (індійський штат Одіша), що розташований приблизно за 55 км від столиці Непалу міста Катманду. Гіпоцентр землетрусу залягав на глибині 13 км. Пізніше у регіоні відбулися повторні поштовхи магнітудою 4,1-5,1 балів (за шкалою Ріхтера). Поштовхи також відчувалися в інших районах Непалу, а саме в провінціях Багматі та Гандакі.
3 листопада, о 23:47 (за місцевим часом), на кордоні Непалу та Індії стався сильно помірний (за шкалою інтенсивності МSK-64) землетрус магнітудою 6,4 балів (за шкалою Ріхтера). За повідомленням агентства Reuters, найбільш сильні поштовхи припали на провінцію Карналі, яка знаходиться за 500 км на захід від столиці Непалу Катманду. Зазначається, що Національний сейсмологічний центр Непалу повідомив, що магнітуда землетрусу становила 6,4 балів (за шкалою Ріхтера), але пізніше Німецький науково-дослідний центр геонаук (GFZ) її знизив - до 5,7 балів (за шкалою Ріхтера). Місцевою владою було заявлено, що в результаті землетрусу є чисельні жертви серед населення. Наступного дня, 4 листопада, Національний сейсмологічний центр Непалу повідомив, що в районі Джаджаркот було зафіксовано 175 підземних поштовхів, 6 з яких були магнітудою 4,0 балів (за шкалою Ріхтера) і вище. В результаті землетрусу, який виявився найсильнішим за останні вісім років, в Непалі загинуло щонайменше 157 людей. Кількість жертв може зростати, — зазначили місцеві чиновники.
6 листопада, о 12:46:40 (за київським часом), на території Непалу стався помірний (за шкалою інтенсивності МSK-64) землетрус магнітудою 5,3 балів (за шкалою Ріхтера). За повідомленням Головного центру спеціального контролю ДКАУ підземні поштовхи було зафіксовано на глибині 11 км.